# Павлов, Александр Валерьевич (футболист)
Алекса́ндр Вале́рьевич Па́влов (бел. Аляксандр Валер'евіч Паўлаў; 18 августа 1984, Белыничи, Могилёвская область) — белорусский футболист и тренер. Мастер спорта Республики Беларусь международного класса.

## Карьера

### Клубная
Воспитанник ДЮСШ (Белыничи). Первый тренер — Сергей Алексеевич Зайковский.
В БАТЭ — с 29 января 2009 года. Участник Лиги Европы: 2009/10 (забил гол греческому клубу «АЕК» в домашнем матче 3-го тура) и 2010/11 (забил 2 гола в двухматчевом противостоянии с клубом «Маритиму» — матчи плей-офф, 1 гол в домашнем матче 4-го тура «Шерифу»).
Участник Лиги чемпионов 2011/12 (отличился в матче против «Линфилда») и 2012/13 (на счету по 1 забитому мячу «Хапоэлю» из Кирьят-Шмоны в ответном выездном матче плей-офф и домашнем матче 2-го тура против «Баварии»). В сезоне 2013 установил высокий бомбардирский показатель, забив в чемпионате 10 голов, благодаря чему был признан лучшим полузащитником чемпионата, а по версии сайта УЕФА — лучшим его игроком. Сезон 2014 начинал в стартовом составе, позднее стал чаще выходить на замену, в конце сезона иногда оставался на скамейке запасных. Всего за сезон отметился одним голом.
В феврале 2015 года перешёл в казахстанский «Окжетпес», который по результатам сезона 2014 вернулся в Премьер-лигу. Был игроком основы. В декабре стало известно, что «Окжетпес» не будет продлевать сотрудничество с полузащитником.
В январе 2016 года интерес к Александру стали проявлять бобруйская «Белшина» и солигорский «Шахтёр». В результате, в феврале полузащитник подписал контракт с горняками. По окончании сезона 2016 покинул клуб.
С января 2017 года тренировался с «Днепром» и в феврале подписал контракт с клубом. Стал капитаном команды, закрепился в основном составе могилевчан на позиции опорного полузащитника. В январе 2018 года продлил соглашение с клубом. В сезоне 2018 оставался капитаном и игроком основы.

### В сборной
Выступал за юношескую и молодёжную сборную Беларуси.
В национальной сборной Беларуси дебютировал 2 февраля 2008 года на XVI международном турнире национальных сборных на Мальте в матче со сборной Исландии (2:0). Всего в 2008 и 2012—2013 годах провёл 13 матчей за сборную.

### Тренерская
В январе 2019 года завершил карьеру игрока и вскоре перешёл на тренерскую работу в столичный «Энергетик-БГУ». В начале 2020 года возглавил дубль клуба, с лета 2021 сконцентрировался на работе в основной команде.
28 ноября 2022 года возглавил клуб «Витебск» в роли главного тренера. В сезоне-2023 возвратил команду в высшую лигу. В сентябре 2024 года покинул команду, занимавшую на тот момент 7-е место в чемпионате Беларуси. 28 октября 2024 года вошел в тренерский штаб минского «Динамо». В июле 2025 года принял команду для подготовки к матчам квалификации Лиги конференций, заменив Вадима Скрипченко, по официальной информации ушедшего в отпуск.

## Достижения

### Командные
БАТЭ
- Чемпион Беларуси (6): 2009, 2010, 2011, 2012, 2013, 2014
- Обладатель Кубка Беларуси (1): 2009/10
- Обладатель Суперкубка Беларуси (4): 2010, 2011, 2013, 2014

### Личные
- Лучший полузащитник чемпионата Беларуси (2013)
- Пять раз включался БФФ в список 22 лучших футболистов чемпионата Беларуси (5): 2005, 2008, 2009, 2012, 2013.